# Municipal Guarco
La Asociación Deportiva Municipal El Guarco o más conocido solo como Municipal El Guarco, es un club de fútbol costarricense de la ciudad de El Guarco en la provincia de Cartago. El club fue fundado en el 2003.

## Historia
En el año 2016 logró llegar a la final de dicho campeonato perdiendo en penales.
En el año 2019, aparece en una final ante el A.D Cariari Pococí, en que el equipo guarqueño es derrotado por el marcador 2-1, por lo que no pudo ascender a la Segunda División de Costa Rica.

## Uniforme
- Titular: Camiseta a rayas azul y rojo (granota), pantaloneta azul oscuro y medias azules oscuro.
- Alternativo: Camiseta blanca, pantaloneta blanca y medias blancas.